# Општина Маргаритешти (Бузау)
Маргаритешти (рум. Mărgăriteşti) општина је у Румунији у округу Бузау.
Oпштина се налази на надморској висини од 374 m.